# Ведров, Всеволод Симонович
Всеволод Симонович (Сергеевич) Ведров (6 февраля 1902, Москва — 25 ноября 1983, Жуковский, Московская область) — учёный в области аэродинамики, динамики полёта и лётных испытаний воздушных судов, Доктор технических наук (1944), профессор (1944), заслуженный деятель науки и техники РСФСР (1967).

## Биография

### Ранние годы
Родился 6 февраля 1902 года в Москве в многодетной семье купца, который через 6 лет после рождения сына оставил семью. Всеволод был младшим братом Николая Ведрова, врача дерматовенеролога. Работать начал в 14-летнем возрасте. После революции семья оказалась в Екатеринбурге, где Всеволод в 1920 году поступил в Уральский политехнический институт. Позднее семья вернулась в Москву и высшее образование он завершил в Московском высшем техническом училище, которое окончил в 1929 году.

### Научная и инженерная деятельность

#### Работа в Центральном аэрогидродинамическом институте
Работать в ЦАГИ Ведров начал ещё во время учёбы в МВТУ в качестве техника-экспериментатора. По завершении учёбы продолжил работу инженером в Секции лётных исследований ЦАГИ, которой руководил А. В. Чесалов. В 1927—1934 годах принимал участие в составлении «Технической энциклопедии» в 26-и томах под редакцией Л. К. Мартенса, где был автором статей по тематике «авиация». К 1930 году наряду с М. А. Тайцем и Д. С. Зосимом стал одним из руководителей научных направлений работ секции.
В середине 1930-х годов повысились динамические характеристики самолётов (скорость и высота полёта, нагрузки на крыло), что привело к необходимости исследования условий флаттера, учёта сжимаемости воздуха. Методы введения поправок на сжимаемость воздуха были разработаны А. В. Чесаловым, а Ведров разработал теорию устойчивости самолёта при противофлаттерной балансировке руля высоты. В 1935 году в Трудах ЦАГИ была опубликована работа Ведрова и его коллег С. А. Коровицкого и Ю. К. Станкевича «Исследование штопора самолёта Р-5 в полёте», в которой были определены полные характеристики штопора этого самолёта и метод количественного нахождения траектории движения на всех участках штопора на основании записей бортовых приборов-самописцев.
Кроме того, в этот период Ведровым совместно с Г. С. Калачёвым и А. Л. Райх были выполнены исследования динамической устойчивости винтовых самолётов, ставшие основой для разработки и внедрения методов оценки динамической устойчивости. После обобщения результатов проведённых исследований динамики полёта в 1937 году была опубликована книга Ведрова «Динамическая устойчивость самолёта», заложившая научные основы для автоматизации управления полётом в отечественной авиации.
К началу 1940-х годов совместно с М. А. Тайцем и Г. С. Калачёвым Ведров обосновал необходимость и возможность сочетания лётного эксперимента с теоретическими исследованиями характеристик самолётов, для чего было предложено создать Институт лётных исследований, впоследствии — Лётно-исследовательский институт (ЛИИ).

#### Работа в Лётно-исследовательском институте
При создании в 1941 году ЛИИ Ведров был переведён в новый институт в числе 1500 специалистов ЦАГИ и наряду с М. А. Тайцем, Б. Н. Егоровым, Г. С. Калачёвым, Н. С. Строевым, А. С. Повицким и др. руководил научными направлениями работ нового института.
В годы войны внёс вклад в улучшение лётных характеристик серийных истребителей и бомбардировщиков, поставляемых на фронт. За эти работы был награждён орденами «Красной Звезды» (1944) и Отечественной войны I степени (1945).
После войны работал заместителем по науке начальника комплекса № 3 и занимался исследованиями и испытаниями воздушно-реактивных двигателей и их систем. В конце 1940-х годов совместно с С. П. Щербаковым впервые в отечественной авиации провёл исследования помпажа турбореактивных двигателей. Эта работа была удостоена премии имени Н. Е. Жуковского за 1948 год.
В связи с развитием работ по созданию беспилотной реактивной и ракетной техники в 1952 году перешёл во вновь созданное профильное подразделение (комплекс № 7), где возглавил научную лабораторию и работал вместе с будущим начальником института В. В. Уткиным. Занимался исследованиями систем автоматического управления полётом летательных аппаратов, проводил лётные испытания беспилотной авиационной техники. Активно участвовал в организации и проведении аэрофизических исследований сверхзвуковых и гиперзвуковых режимов полёта в интересах создания отечественных беспилотных крылатых снарядов (КС) и ракет. Эти работы выполнялись на крупномасштабных летающих моделях в составе лётно-экспериментальных комплексов «ЭР-3» (исследования аэродинамических характеристик КС разработки ОКБ С. В. Ильюшина и А. Н. Туполева), «Эр-5» (исследования аэродинамических характеристик компоновки крылатого ракетоплана ОКБ А. Н. Туполева), «Эр-8» (аэрофизические исследования на осесимметричных телах разной формы), «Эр-10» (исследования плазменно-ионных движителей разработки ЦАГИ и ЦИАМ, а также исследования обтекания тел простой геометрической формы гиперзвуковым слаборазреженным газом).
Наряду с В. В. Уткиным, С. С. Юдановым и И. К. Хановым входил в число руководителей программ «Бор-1», Бор-2", «Бор-3» и внёс свой научный вклад в создание орбитального корабля «Буран».

#### Подготовка научных и инженерных кадров
Свою преподавательскую деятельность Ведров начал в 1930 году. С тех пор преподавал математику и механику в МВТУ, МАИ, МИИТ. Был одним из основателей в 1947 году аспирантуры ЛИИ и её первым руководителем.

### Смерть

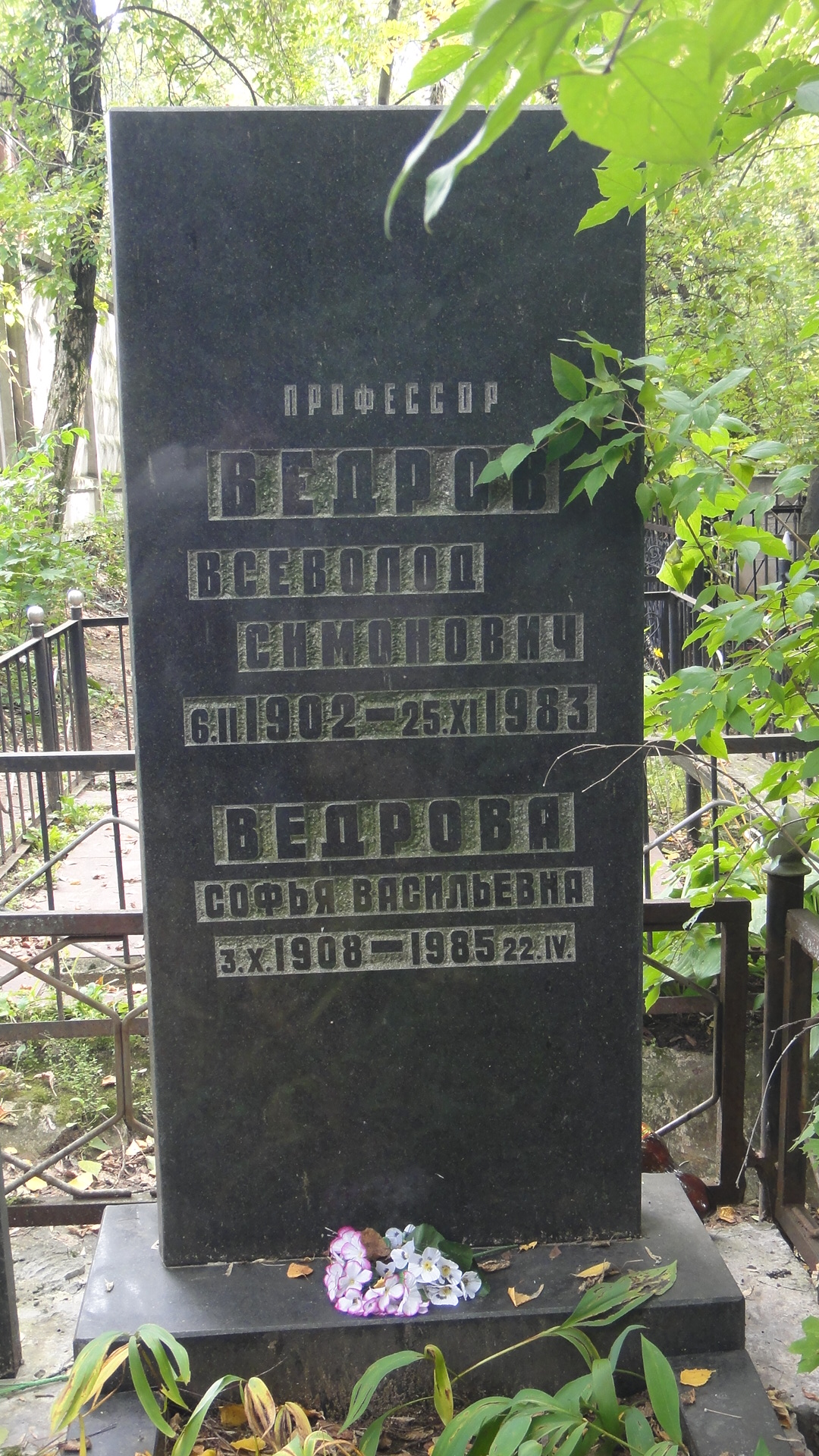
Могила Ведрова на Быковском кладбище

В 1974 году семье учёного был предоставлен коттедж на ул. Ломоносова, дом 7 в Жуковском, где он жил до своей смерти. Всеволод Симонович Ведров умер 25 ноября 1983 года, он похоронен в Жуковском на Быковском кладбище.

## Награды и звания
- Заслуженный деятель науки и техники РСФСР (1967)
- Лауреат премии имени Н. Е. Жуковского (1948)
- Награждён: орденом Ленина, орденом Октябрьской Революции, орденом Красной Звезды, орденом Отечественной войны I степени (1944), медалью «В ознаменование 100-летия со дня рождения В. И. Ленина» (1970 год), медалью «Ветеран труда»

## Память

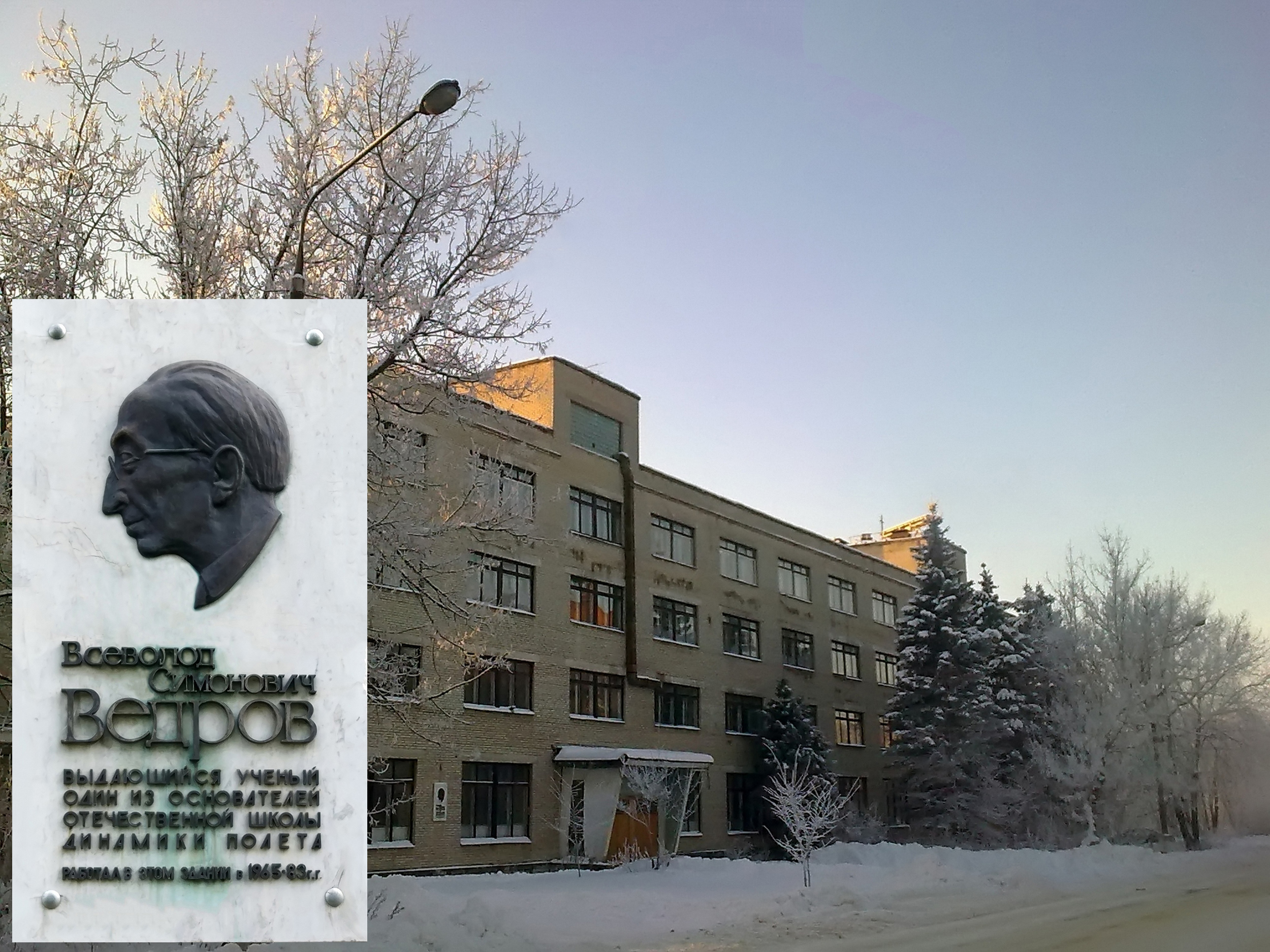
Мемориальная доска памяти В. С. Ведрова в ЛИИ им. М. М. Громова

- На одном из исторических зданий ЛИИ им. М. М. Громова, где работал Ведров, установлена мемориальная доска с его бронзовым барельефом